# Southern Shops
Southern Shops és una concentració de població designada pel cens dels Estats Units a l'estat de Carolina del Sud. Segons el cens del 2000 tenia 3.707 habitants.

## Demografia
Segons el cens del 2000, Southern Shops tenia 3.707 habitants, 1.164 habitatges i 735 famílies. La densitat de població era de 403,2 habitants/km².
Dels 1.164 habitatges en un 29,5% hi vivien nens de menys de 18 anys, en un 41,8% hi vivien parelles casades, en un 14,2% dones solteres, i en un 36,8% no eren unitats familiars. En el 30,2% dels habitatges hi vivien persones soles l'11,3% de les quals corresponia a persones de 65 anys o més que vivien soles. El nombre mitjà de persones vivint en cada habitatge era de 2,67 i el nombre mitjà de persones que vivien en cada família era de 3,3.
Per edats la població es repartia de la següent manera: un 21,6% tenia menys de 18 anys, un 14,2% entre 18 i 24, un 37,3% entre 25 i 44, un 17,4% de 45 a 60 i un 9,5% 65 anys o més.
L'edat mediana era de 32 anys. Per cada 100 dones de 18 o més anys hi havia 154,8 homes.
La renda mediana per habitatge era de 25.268 $ i la renda mediana per família de 31.290 $. Els homes tenien una renda mediana de 19.513 $ mentre que les dones 17.991 $. La renda per capita de la població era de 12.268 $. Entorn del 20,6% de les famílies i el 22,3% de la població estaven per davall del llindar de pobresa.

## Poblacions més properes
El següent diagrama mostra les poblacions més properes.